# Alena Mornštajnová
Alena Mornštajnová (ur. 1963 w Hranicach) – czeska prozaiczka.

## Życiorys
Urodziła się w 1963 roku w Hranicach, lecz większość życia spędziła w Valašském Meziříčí. Pochodzi z rodziny lekarzy. Studiowała filologię angielską i czeską na Wydziale Filozoficznym Uniwersytetu Ostrawskiego. Pracowała jako lektorka języka angielskiego i tłumaczka.
Zadebiutowała w 2013 roku powieścią Slepá mapa, rodzinną sagą przedstawiającą trzy generacje kobiet. Dzieło zostało nominowane do nagrody Česká kniha. Jej trzecia powieść Hana (2017), która porusza m.in. temat stygmatyzacji osób, które przeżyły pobyt w obozach koncentracyjnych, czy kwestię kolaboracji, zdobyła znaczny rozgłos i ukazała się także za granicą. Książka została wyróżniona nagrodą główną, nagrodą jurorów i nagrodą studentów Česká kniha, otrzymała także tytuł książki roku i nowości roku portalu czytelniczego Databáze knih. W 2018 roku ukazała się pierwsza książka dla dzieci Mornštajnovej, Strašidýlko Stráša.
Jej twórczość została przetłumaczona na kilkanaście języków, w tym na język angielski, niemiecki, arabski, bułgarski, grecki i węgierski. Jej powieści mają w Czechach status bestsellerów, sprzedały się w nakładzie przeszło 420 000 egzemplarzy.

## Twórczość
- 2013: Slepá mapa[2] wyd. pol.: Pusta mapa. Agata Wróbel (tłum.). Amaltea, 2020. ISBN 978-83-65989-12-3. Brak numerów stron w książce
- 2015: Hotýlek[2]
- 2017: Hana[2], wyd. pol.: Hana. Tomasz Grabiński (tłum.). Amaltea, 2019. ISBN 978-83-65989-06-2. Brak numerów stron w książce
- 2018: Strašidýlko Stráša – książka dla dzieci zilustrowana przez Galinę Miklínovą[2]
- 2019: Tiché roky[2], wyd. pol.: Lata ciszy. Tomasz Grabiński, Anna Radwan-Żbikowska (tłum.). Amaltea, 2022. ISBN 978-83-65989-15-4. Brak numerów stron w książce
- 2021: Listopád[3]